# Conférence des Églises orthodoxes orientales d'Addis-Abeba
La Conférence des Primats des Églises orthodoxes orientales d'Addis-Abeba se déroula du 15 au 21 janvier 1965.
Cette conférence est historique du fait qu'elle permit la première réunion des Églises orthodoxes orientales.